# Raphaël Sévère
Raphaël Sévère est un clarinettiste et un compositeur français né le 15 septembre 1994 à Rennes.

## Biographie
Issu d'une famille de musiciens, Raphaël Sévère a fait ses études au Conservatoire à rayonnement régional de Nantes puis au Conservatoire national supérieur de musique et de danse de Paris où il a été admis à l'âge de 14 ans.
A 12 ans, il remporte le 1er prix et le prix spécial du concours de la Japan Clarinet Society dans la catégorie 18-20 ans (Tokyo 2007). Nommé à 15 ans dans la catégorie Révélation soliste instrumental aux Victoires de la musique classique, il remporte en novembre 2013 le prestigieux concours des Young Concerts Artists International Auditions de New York qui lui décerne le 1er Prix et huit des dix Prix spéciaux.
Raphaël Sévère s'est produit en soliste avec le London Philharmonic Orchestra, Deutsches Symphonie-Orchester Berlin, Konzerthausorchester Berlin, Sinfonia Varsovia, Orchestre national philharmonique de Russie, Württembergisches Kammerorchester Heilbronn, Orchestra of St. Luke's, Edmonton Symphony Orchestra, Hong Kong Sinfonietta, Korean National Symphony Orchestra. En France, il joue avec l'Orchestre de chambre de Paris, Orchestre national d'Île-de-France, Orchestre national Bordeaux Aquitaine, Orchestre national du Capitole de Toulouse, Orchestre national de Lille, Orchestre philharmonique de Strasbourg, Orchestre national des Pays de la Loire...
En musique de chambre, il a pour partenaires les quatuors Ebène, Modigliani, Prazák, les trios Wanderer et Karenine, Martha Argerich, Boris Berezovsky, Jean-Frédéric Neuburger, Adam Laloum, Gidon Kremer, Renaud Capuçon, Alexander Sitkovetsky, Gérard Caussé, Antoine Tamestit, Gary Hoffman, Xavier Philips.
Raphaël Sévère se produit au Théâtre des Champs Elysées, à l'Auditorium du Louvre, à la Philharmonie de Berlin, au KKL de Lucerne, Rudolfinum de Prague, Lincoln Center de New York, Kennedy Center de Washington, Seoul Arts Center, Hong Kong City Hall.
En octobre 2013, France Musique lui a confié une carte blanche où il a eu le privilège de réaliser la création mondiale de l’œuvre de Francis Poulenc : Le voyageur sans bagage.
Régulièrement invité pour des masterclasses en Europe et en Asie, il est nommé en 2024 professeur de clarinette à l'Ecole normale de musique de Paris.
Egalement compositeur, ses oeuvres sont éditées aux Editions L'empreinte mélodique. 

## Compositions
- Obscurs pour clarinette et guitare[11] (création au Festival Européen Jeunes Talents à Paris en juillet 2015).
- Entre les liens pour clarinette et piano[12] (commande du Festival Musicades et Olivades créée à Saint-Rémy de Provence en juillet 2018).
- Sept Miniatures pour piano seul[13] (création à Paris salle Cortot par Paul Montag en février 2019).
- Entre chien et Loup pour guitare[14] (commande de Antoine Morinière créée à Vienne en juillet 2019).
- Mojenn, légende pour clarinette et orchestre[15] (commande de l’Orchestre National de Bretagne créée à Rennes en mars 2020).
- Le pont d'Arcole pour violon, violoncelle, piano[16] (commande du Festival Européen Jeunes talents créée à Paris par le Trio Karénine en juillet 2020).
- Orages d'acier pour violon, clarinette, piano[17] (commande du théâtre La Scala créée à Paris en octobre 2020).
- Partita pour trio à cordes[18] (commande du Festival Jeunes Talents créée par le Trio Sypniewski en mai 2021).
- La 7e preuve pour saxophone soprano et piano[19] (commande de Valentine Michaud créée par le Akmi Duo au Festival de Radio France Occitanie Montpellier en juillet 2021).
- Non mudera pour euphonium et piano, commande de Corentin Morvan.
- Comme si pour flûte, clarinette, violon et violoncelle (création salle Cortot par Mathilde Caldérini, Caroline Sypniewski, David Petrlik et Raphaël Sévère en mars 2023).
- Phoenix, pour alto, clarinette et orchestre[20](commande du Hong Kong Sinfonietta créée par Adrien La Marca, Raphaël Sévère et le Hong Kong Sinfonietta au City Hall de Hong Kong en avril 2023).

## Discographie
- Récital de musique française, Hort 536. Œuvres de Poulenc, Saint-Saëns, Debussy, Chausson, Pierné. Concert public donné en juin 2007 à la Chapelle Saint-Louis de Cholet avec Tünde Hajdu, piano. Récompenses : Diapason (4 diapasons).
- Opus 2, Thys 004, janvier 2011. Œuvres de Martinů, Emil Cossetto, Taneïev, Lutosławski, Kodály, Arnold, Honegger, Busoni, Françaix, avec Tünde Hajdu, piano. Récompenses : Diapason (5 diapasons).
- Folksongs, Naïve V5365, mai 2014. Œuvres vocales de Berio, Brahms, De Falla, Granados, Obradors avec Nora Gubisch, mezzo soprano et Alain Altinoglu, chef. Récompenses : Télérama (Evènement ffff), Diapason (5 diapasons).
- Brahms, Mirare 250, septembre 2014. Trio op.114 et Sonates op.120 avec Victor Julien-Laferrière, violoncelle et Adam Laloum, piano. Récompenses : Télérama (Evènement ffff)[21], Diapason (Diapason d'or de l'année 2015), France Musique (Le choix), Resmusica (La clé).
- Brahms, Hindemith, Mirare 282, novembre 2015 : Quintettes de Brahms et de Hindemith avec le Quatuor Prazák. Récompenses : Télérama (Evènement ffff)[22], Diapason (5 diapasons), France Musique (Le choix), Resmusica (La clé)[23].
- Weber, Mirare 372, septembre 2017 : Concerto opus 73, Variations opus 33, Grand Duo opus 48 avec le Deutsches Symphonie-Orchester Berlin (dir. Aziz Shokhakimov) et Jean-Frédéric Neuburger, piano. Récompenses : Diapason (5 diapasons), France Musique (Le choix), Resmusica (La clé)[24].
- Messiaen, Ades, Mirare 334, novembre 2018 : Quatuor pour la fin du temps de Messiaen et Court studies de Ades avec le Trio Messiaen. Récompenses : Diapason (Diapason d'or), Classica (Choc), France Musique (Le choix), Le Monde (Sélection album du journal)[25], Resmusica (La clé)[26].
- On tour, Mirare 498, octobre 2019 : oeuvres pour clarinette et piano de Lutoslawski, Poulenc, Weiner, Bartok, Sévère, Bernstein avec Paul Montag, pianiste. Récompenses : Diapason (5 diapasons), France Info (Sélection culture)[27].
- Mozart, Clarinet works, Mirare 626, septembre 2022 : Concerto Kv 622 et Quintette Kv 581 de Mozart avec l'Orchestre de chambre de Paris (dir. Lars Vogt) et le Quatuor Modigliani. Récompenses : Radio Classique[28] (Trophée), France Musique (Le choix), Diapason (5 diapasons), Resmusica (La clé).